# 奧科魯羅區
奧科魯羅區（西班牙語：Distrito de Ocoruro），是秘魯的一個區，位於該國南部庫斯科大區的埃斯皮納爾省，始建於1857年1月2日，面積353.15平方公里，海拔高度4,093米，2005年人口1,588，人口密度每平方公里4.5人。